# 川合村 (島根県)
川合村（かわいむら）は、島根県安濃郡にあった村。現在の大田市の一部にあたる。

## 地理
- 河川：静間川、忍原川[1]

## 歴史
- 1889年（明治22年）4月1日、町村制の施行により、安濃郡川合村、吉永村（一部、字上吉永）が合併して村制施行し、川合村が発足[1][2]。
- 1900年（明治33年）川合郵便局開設[1]。
- 1907年（明治40年）川合村信用組合設立[1]。
- 1929年（昭和4年）4月1日、邇摩郡忍原村の字忍原を編入した[1][2]。
- 1937年（昭和12年）字吉永に農林省畜産試験場中国支場を設置[1]。
- 1954年（昭和29年）1月1日、安濃郡大田町・長久村・鳥井村・久手町・波根東村、邇摩郡静間村・久利村と合併して市制施行し大田市を新設して廃止された[1][2]。

## 産業
- 農業、薪炭[1]。

## 名所・旧跡
- 物部神社 (大田市)[1]